# 사프미

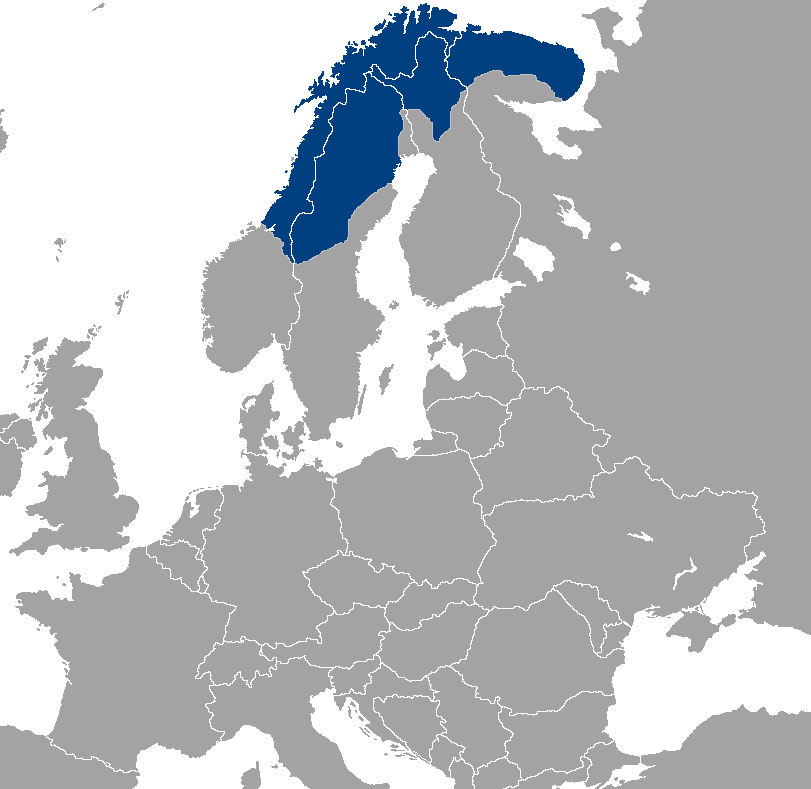
사프미

사프미의 깃발

사프미(북부 사미어: Sápmi) 또는 라플란드(영어: Lapland 래플랜드[*])는 스칸디나비아 북부에 있는 지역이다. 노르웨이령, 스웨덴령, 핀란드령, 러시아령으로 나뉜다. 그 곳에 사미(Sami)라는 지역이 있다. 이 곳에는 오래전부터 사미인들이 거주하고 있는 곳이다. 사프미는 간혹 노르웨이 북동부, 핀란드의 라피 주, 스웨덴의 라플란드를 포함하기도 한다. 사프미는 북유럽에 위치해 있고 펜노스칸디아를 포함하기도 한다.

## 명칭
사미어의 사프미(북부 사미어: Sápmi, 룰레 사미어: Sábme, Sámeednam, 남부 사미어: Saepmie, 이나리 사미어: Säämi, 스콜트 사미어: Sääʹmjânnam, 우메 사미어: Sábmie, 킬딘 사미어: Соаме)는 ‘사미의 땅’을 의미한다. 한국어의 "라플란드"는 스웨덴어 라플란드(Lappland)가 영어 "래플랜드(Lapland)"를 거쳐 들어온 말이다. 핀란드에서는 라피(Lappi), 러시아에서는 라플란디야(Лапландия), 스웨덴과 노르웨이어에서는 사멜란드(Sameland)라고도 한다. 그러나, 노르웨이 최북단의 지역은 ‘핀 마르크’라는 이름을 갖고 있다. 원래 라틴어로 Fenni (페니)라고 하였으나, 13세기에 Laponia (라포니아)라고 불리게 되었다.

## 기후와 자연
북극의 땅이므로, 남부의 산림 밀집지를 제외하고 식물이 드문드문 존재한다. 대신 사프미는 광물 자원이 풍부한데, 스웨덴은 철광석, 노르웨이는 구리, 러시아는 니켈 및 인회석 등의 광산을 가지고 있다.
순록, 곰, 늑대 등의 동물이 서식하며, 조류로는 육지조류와 해안조류까지 서식한다. 또한, 이 지역의 바다와 강에도 어장이 존재한다. 일부 호수에서는 기선이 이용되고 있으며, 일부 항구는 부동항에 속한다.

## 인구
사프미의 주민 대부분은 사미인(또는 라프인이라고 불리기도 한다.)이며, 피노·우골 어파(우랄 어족계열)의 사미어를 사용한다. 사미인의 3분의 1은 이동생활을 하고 있으며, 여름에는 해안부에 거주하고, 겨울에는 내륙으로 이동한다. 다른 사미인들은 해안가나 피오르드 해안에 정착하고, 호수나 계곡 주변에 마을을 구성하여 살고 있다. 사미인의 많은 수는 노르웨이에 살고 있으며, 사미(Samer)라고 불린다. 그들은 주로 음식과 의복을 조달하기 위해 순록을 기르며, 때때로 사냥이나 낚시로 생계를 유지하는 이들도 있다.

## 내부의 대립
사미인들은 주거 뿐만 아니라, 순록을 기르거나 물고기를 낚고, 사냥을 하는 모든 사프미의 토지 이용이 일정 범위로 정해져 있다. 이 일종의 ‘세력권’은 법적 근거가 있는 것과는 다른 것이기 때문에, 내부의 대립이 있다. 토지 소유의 대립에 대해 현재의 세력권은 14세기와 16세기의 것으로부터 유래한다.
경계지의 토지 이용은 경계 내에서 토지를 소유하거나 마을 공동체에 가입함으로써 사용권한을 부여받았다. 하지만 스웨덴에서 1990년대 중반에 영역 내에서 누구나 자유롭게 낚시와 사냥을 할 수 있도록 허용한 법률이 시행되면서, 사미인은 전통에 근거한 기득권을 침해하는 것으로 간주하였다.

## 같이 보기
- 라플란드 전쟁